# Xã Knoxville, Quận Marion, Iowa
Xã Knoxville (tiếng Anh: Knoxville Township) là một xã thuộc quận Marion, tiểu bang Iowa, Hoa Kỳ. Năm 2010, dân số của xã này là 10.373 người.